# بخش آترتون، شهرستان ویلکین، مینه سوتا
بخش آترتون (به انگلیسی: Atherton Township) یک منطقهٔ مسکونی در ایالات متحده آمریکا است که در شهرستان ویلکین، مینه‌سوتا واقع شده‌است.
 بخش آترتون ۹۳٫۵ کیلومتر مربع مساحت و ۱۵۵ نفر جمعیت دارد و ۲۹۸ متر بالاتر از سطح دریا واقع شده‌است.